# 十二伊玛目

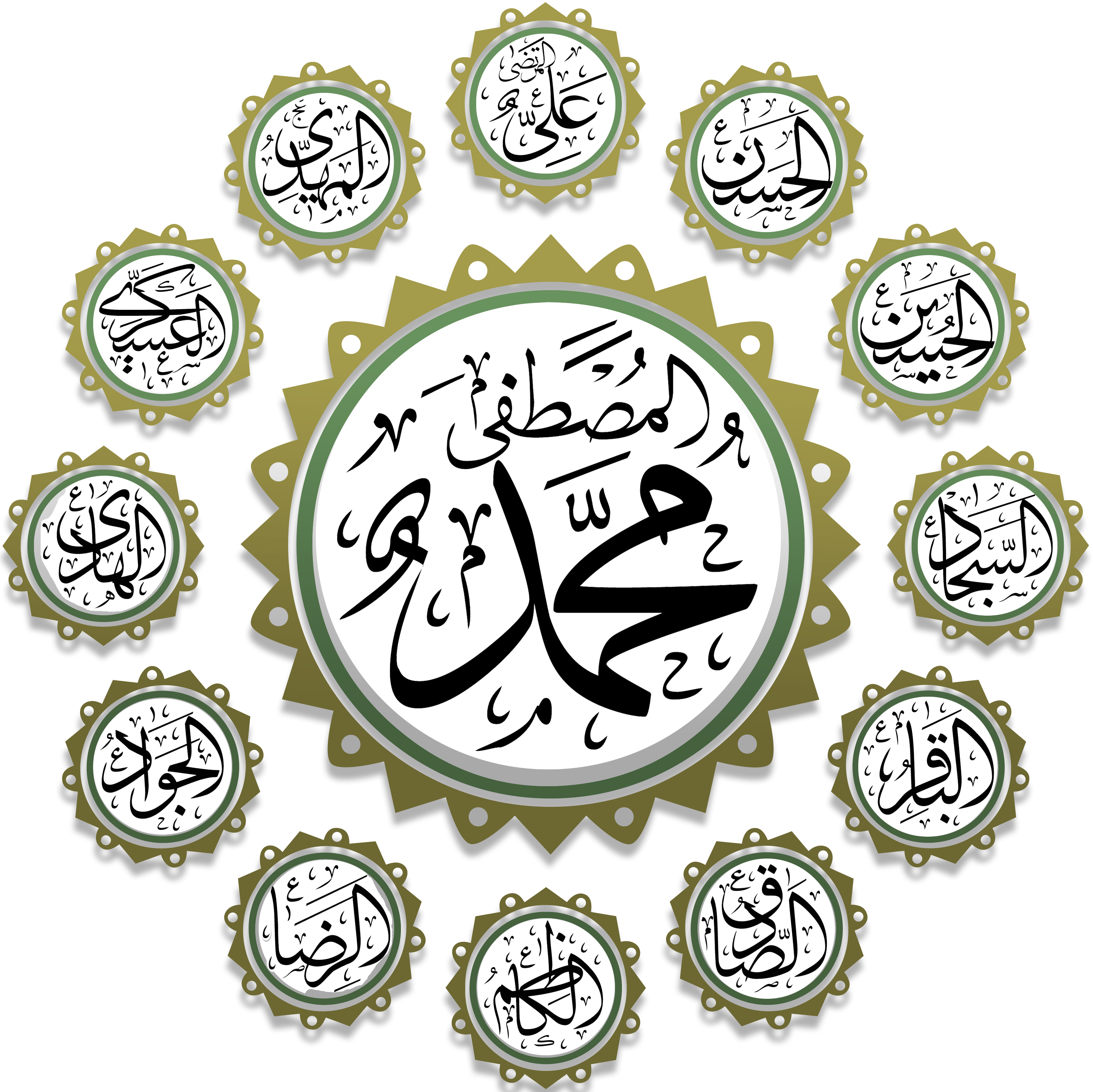
书法形式的十二伊玛目与伊斯兰教的先知穆罕默德的名字。

十二伊玛目是伊斯兰教什叶派主流派别十二伊玛目派尊奉的十二位伊玛目，十二伊玛目派认为他们是伊斯兰教创始人、先知穆罕默德的精神和政治继承人。根据十二伊玛目派神学，穆罕默德的继承人是一位纯洁的贵人，他不但要公正地治理穆斯林共同体，还要会理解和解释神圣的法律并领会其中的隐义。穆圣和伊玛目们的言行是穆斯林共同体所有成员的仿效的典范，因此，伊玛目必须是无谬和免罪的、并且由安拉（真主）通过降示给穆圣的神谕（阿拉伯语：نص）亲自选定的人。十二伊玛目派穆斯林相信穆圣在十二继承人圣训中就已经预言了十二伊玛目的出现。
什叶派的十二伊玛目派和伊斯玛仪派两大分支都认为神智是穆圣和伊玛目们灵魂的源泉，并给予他们深奥的知识即智慧，而他们所遭受的磨难是真主对他们信徒的一种恩典。尽管伊玛目并不接受真主的启示，但他与真主的关系密切，他通过神的引导来引导民众。他也受藏在他身上的秘密典籍如《贾米亚》和《贾夫尔》的引导。对于真主神圣的指引的信仰是什叶派的十二伊玛目派和伊斯玛仪派两大分支的基本信念，它基于以下的学说，即真主是永不会离开世人，不会让他们没有神圣的指引的。
根据十二伊玛目派的说法，总会有一位时代的伊玛目，他是由真主任命的、在穆斯林共同体中所有信仰和法律事务的权威。在十二伊玛目派看来，穆圣的堂弟暨女婿阿里·本·阿比·塔利卜就是第一个这样的伊玛目，他是穆圣合法的继承人，而他的继任者则是他与穆圣之女法蒂玛的男性后裔们。除了第三任伊玛目侯赛因·本·阿里·本·阿比·塔利卜是第二任伊玛目哈桑·本·阿里·本·阿比·塔利卜的弟弟外，每一任伊玛目都是前一任伊玛目的儿子。第十二任、也是最后一任伊玛目是穆罕默德·马赫迪·蒙塔扎尔，十二伊玛目派相信他至今依然在世，只不过隐遁起来，直到世界末日他才会再次降临人间，将公正带给世界。

## 列表
| 排序 | 人名书法 | 本名别号                                             | 阿拉伯文头衔土耳其文头衔                                                                                                   | 公历生卒年伊历生卒年                   | 重要性 | 出生地                                  | 死因 | 圣陵所在                                                                               |
| ---- | -------- | ---------------------------------------------------- | --- | -------------------------------------- | --- | --------------------------------------- | --- | -------------------------------------------------------------------------------------- |
| 1    | 阿里     | 阿里·本·阿比·塔利卜 （）阿布·哈桑 （）               | 穆民的长官 （） 穆尔塔达 （，主喜者） 阿布·图拉卜 （，泥土之父） 阿萨杜拉 （，真主的雄狮） 海德尔 （，雄狮） 阿里一世 （Birinci Ali） | 600年－661年前23年（希吉拉之前）－40年 | 他是所有什叶派穆斯林心目中的第一任伊玛目和穆圣的合法继承人；逊尼派承认他是第四任正统的哈里发。他在几乎所有苏非派穆斯林教团中享有崇高地位；这些教团的成员通过他与穆圣攀上血缘关系。                                                                         | 麦加 （今属沙特阿拉伯）                 | 他在库费的大清真寺做礼拜时被哈瓦利吉派的阿卜杜拉赫曼·本·穆勒贾姆以一柄毒剑刺伤，当天归真。                                     | 纳杰夫 伊玛目阿里圣陵 （今属伊拉克）                                                   |
| 2    | 哈桑     | 哈桑·本·阿里·本·阿比·塔利卜 （）阿布·穆罕默德 （）   | 穆吉塔巴 （，中选者） 天园中年轻人的领袖 （） 阿里二世 （İkinci Ali）                                                                | 624年－670年 3年－50年                 | 他是穆圣存活到成年的最年长的外孙，伊玛目阿里与法蒂玛的长子。阿里归真后，哈桑在库费继任哈里发之位，与穆阿威叶一世和谈后，放弃了对伊拉克地区为期七个月的统治，迁居麦地那。                                                                                   | 麦地那 （今属沙特阿拉伯）               | 十二伊玛目派相信他的妻子被哈里发穆阿威叶一世收买，在麦地那的寓所毒死了他。                                                     | 麦地那 巴基公墓 （今属沙特阿拉伯，上图中的陵寝建筑已被瓦哈比派捣毁）                   |
| 3    | 侯赛因   | 侯赛因·本·阿里·本·阿比·塔利卜 （）阿布·阿卜杜拉 （） | 殉道者之主 （） 天园中年轻人的领袖 （） 阿里三世 （Üçüncü Ali）                                                                      | 626年－680年 4年－61年                 | 他是伊玛目阿里与法蒂玛的次子，穆圣的外孙、伊玛目哈桑的弟弟。他认为穆阿威叶一世将哈里发之位传给儿子耶齐德一世是非法的。他和他的家人在卡尔巴拉惨案中被耶齐德一世的军队杀害，惨案发生的那天成为阿舒拉节，对他的悼念活动是什叶派宗教仪式的核心内容。           | 麦地那 （今属沙特阿拉伯）               | 他在卡尔巴拉惨案中遇难并被斩首。                                                                                               | 卡尔巴拉 伊玛目侯赛因圣陵 （今属伊拉克）                                               |
| 4    | 萨贾德   | 阿里·本·侯赛因·本·阿里 （）阿布·穆罕默德 （）        | 萨贾德 （，伏地膜拜者） 宰因·阿比丁 （，崇拜者的修饰） 阿里四世 （Dördüncü Ali）                                                       | 658/659年－712年 38年－95年            | 他是《萨贾德书》（又称《圣裔诗篇》）中祷文的作者，该书在什叶派中的地位仅次于《古兰经》和《辞章之道》。 | 麦地那 （今属沙特阿拉伯）               | 根据大多数什叶派学者的说法，他被哈里发瓦利德一世下令毒死于麦地那寓所。                                                         | 麦地那 巴基公墓 （今属沙特阿拉伯，上图中的陵寝建筑已被瓦哈比派捣毁）                   |
| 5    | 巴基尔   | 穆罕默德·本·阿里·本·侯赛因 （）阿布·贾法尔 （）      | 巴基尔 （，揭示者） 阿里五世 （Beşinci Ali）                                                                                          | 677年－732年 57年－114年               | 逊尼派和什叶派文献都把他描述成早期最杰出的教法学家之一，他生前教授了许多弟子。 | 麦地那 （今属沙特阿拉伯）               | 根据一些什叶派学者的说法，他被易卜拉欣·本·瓦利德·本·阿卜杜拉奉哈里发希沙姆·本·阿卜杜勒－马利克·本·马尔万之命毒死于麦地那寓所。 | 麦地那 巴基公墓 （今属沙特阿拉伯，上图中的陵寝建筑已被瓦哈比派捣毁）                   |
| 6    | 萨迪克   | 贾法尔·本·穆罕默德·本·阿里 （）阿布·阿卜杜拉 （）    | 萨迪克 （，诚实者） 阿里六世 （Altıncı Ali）                                                                                          | 702年－765年 83年－148年               | 他创立了贾法里教法学派及十二伊玛目派神学。他是多位不同领域的学者的老师，弟子包括教法学家阿布·哈尼法和马立克·本·阿纳斯、教义学家瓦西勒·本·阿塔和希沙姆·本·哈卡姆以及科学家暨炼金术士贾比尔。                                                                | 麦地那 （今属沙特阿拉伯）               | 根据什叶派文献，他被哈里发曼苏尔下令毒死于麦地那寓所。                                                                         | 麦地那 巴基公墓 （今属沙特阿拉伯，上图中的陵寝建筑已被瓦哈比派捣毁）                   |
| 7    | 卡齐姆   | 穆萨·本·贾法尔·本·穆罕默德 （）阿布·哈桑一世 （）    | 卡齐姆 （，隐忍者） 阿里七世 （Yedinci Ali）                                                                                          | 744年－799年 128年－183年              | 他在父亲伊玛目萨迪克归真后继任伊玛目之位，伊斯玛仪派等分支相继从什叶派主流社团中分裂出去，不承认他为伊玛目。他创建了一个代理人网络，让他们在中东和呼罗珊地区的什叶派社团中征收伍一税。他在马赫达维耶派中享有崇高地位；该派的成员通过他与穆圣攀上血缘关系。 | 麦地那 （今属沙特阿拉伯）               | 什叶派相信他被哈里发哈伦·拉希德下令囚禁并毒死于巴格达。                                                                        | 巴格达卡济米耶区 伊玛目穆萨·卡齐姆与穆罕默德·贾瓦德圣陵 （今属伊拉克）                 |
| 8    | 里达     | 阿里·本·穆萨·本·贾法尔 （）阿布·哈桑二世 （）        | 里达（，主喜者） 阿里八世 （Sekizinci Ali）                                                                                             | 765年－817年 148年－203年              | 他被哈里发马蒙立为储君，因与穆斯林和非穆斯林宗教学者的争论而闻名。 | 麦地那 （今属沙特阿拉伯）               | 根据什叶派文献，他被哈里发马蒙下令毒死于马什哈德。                                                                             | 马什哈德 伊玛目里达圣陵 （今属伊朗）                                                   |
| 9    | 贾瓦德   | 穆罕默德·本·阿里·本·穆萨 （）阿布·贾法尔 （）        | 塔基 （，敬主者） 贾瓦德 （，慷慨者） 阿里九世 （Dokuzuncu Ali）                                                                        | 810年－835年 195年－220年              | 他因面对阿拔斯王朝的迫害表现得慷慨和虔诚而闻名。 | 麦地那 （今属沙特阿拉伯）               | 根据什叶派文献，他被自己的妻子即哈里发马蒙之女奉哈里发穆阿台绥姆之命毒死于巴格达寓所。                                         | 巴格达卡济米耶区 伊玛目穆萨·卡齐姆与穆罕默德·贾瓦德圣陵 （今属伊拉克）                 |
| 10   | 哈迪     | 阿里·本·穆罕默德·本·阿里 （）阿布·哈桑三世 （）      | 哈迪 （，引导者） 纳基 （，纯洁者） 阿里十世 （Onuncu Ali）                                                                          | 827年－868年 212年－254年              | 他加强了什叶派社团的代理人网络。他向代理人们发出指示，向信徒们征收伍一税，在财政上获得了收益，宗教上赢得了宣誓效忠。 | 麦地那附近的苏赖亚村 （今属沙特阿拉伯） | 根据什叶派文献，他被哈里发穆塔兹下令毒死于萨迈拉。                                                                             | 萨迈拉 伊玛目阿里·哈迪与哈桑·阿斯卡里圣陵 （今属伊拉克，上图中的金顶与宣礼塔已被炸毁） |
| 11   | 阿斯卡里 | 哈桑·本·阿里·本·穆罕默德 （）阿布·穆罕默德 （）      | 阿斯卡里 （，军队驻屯地居住者） 萨米特 （，沉默者） 扎基 （，无罪者） 阿里十一世 （Onbirinci Ali）                                      | 846年－874年 232年－260年              | 他的父亲伊玛目哈迪归真后，他在生命的大部分时间里都受到阿拔斯王朝哈里发穆阿台米德的监视。他在世期间什叶派人口规模庞大、力量壮大，因而时常受到逊尼派当局的压迫。                                                                                             | 麦地那 （今属沙特阿拉伯）               | 根据什叶派文献，他被哈里发穆阿台米德下令毒死于萨迈拉。                                                                         | 萨迈拉 伊玛目阿里·哈迪与哈桑·阿斯卡里圣陵 （今属伊拉克，上图中的金顶与宣礼塔已被炸毁） |
| 12   | 马赫迪   | 穆罕默德·本·哈桑·本·阿里 （）阿布·卡西姆 （）        | 马赫迪 （，得正道者） 蒙塔扎尔 （，被期待者） 隐遁的伊玛目 （） 胡贾图拉 （，真主之证） 阿里十二世 （Onikinci Ali）                    | 869年至今（？） 255年至今（？）        | 根据十二伊玛目派教义，他是真实存在的历史人物且依然在世，也是现任伊玛目和被期待的马赫迪（救世主），世界末日临近时他会与尔撒（伊斯兰教中的耶稣）一同复临人间，重建伊斯兰教合法的统治，让公正与和平充满大地。                                                 | 萨迈拉 （今属伊拉克）                   | 根据十二伊玛目派教义，只要真主愿意，他会一直活着，只不过从公历872年起他就隐遁了。                                              | 无 （上图显示的是麦地那先知清真寺中的书有“穆罕默德·马赫迪”名字的装饰物）               |

### 引用
1. 1 2 3  . . 2007  [2007-11-06]. （原始内容存档于2007-11-01）.
2. ↑  Tabatabae & (1979)，第10頁.
3. ↑  Momen & (1985)，第174頁.
4. ↑  Tabatabae & (1979)，第15頁.
5. ↑  Corbin & (1993)，第45–51頁.
6. 1 2  Gleave, Robert. . . MacMillan. ISBN 0-02-865604-0.
7. 1 2 3 4 5 6  Nasr, Seyyed Hossein. . .   [2007-10-12]. （原始内容存档于2007-10-18）.
8. 1 2 3 4 5 6 7 8 9 10 11 12  . Gale Group. 2004. ISBN 978-0-02-865769-1.
9. ↑  Tabatabae & (1979)，第190–192頁.
10. ↑  Tabatabae & (1979)，第192頁.
11. 1 2 3  Madelung, Wilferd. . .   [2012-07-06]. （原始内容存档于2014-01-01）.
12. 1 2 3  . .   [2007-11-08]. （原始内容存档于2007-10-16）.
13. ↑  Tabatabae & (1979)，第194–195頁.
14. ↑  Tabatabae & (1979)，第195頁.
15. 1 2  Madelung, Wilferd. . .   [2008-03-23]. （原始内容存档于2011-04-29）.
16. 1 2 3 4 5  . .   [2007-11-08]. （原始内容存档于2007-10-31）.
17. ↑  Tabatabae & (1979)，第196–199頁.
18. 1 2 3 4 5  Madelung, Wilferd. . .   [2007-11-08]. （原始内容存档于2017-08-05）.
19. 1 2 3 4 5  Tabatabae & (1979)，第202頁.
20. 1 2 3 4 5 6  Madelung, Wilferd. . .   [2007-11-08]. （原始内容存档于2011-04-29）.
21. ↑  Tabatabae & (1979)，第203頁.
22. 1 2 3 4 5 6 7  Tabatabae & (1979)，第203–204頁.
23. ↑  . .   [2007-11-08]. （原始内容存档于2007-11-06）.
24. 1 2  Madelung, Wilferd. . .   [2007-11-09]. （原始内容存档于2012-06-05）.
25. 1 2 3 4 5 6  Tabatabae & (1979)，第205頁.
26. ↑  Tabatabae & (1979)，第78頁.
27. ↑  Sachedina & (1988)，第53–54頁.
28. 1 2 3 4 5 6 7  Tabatabae & (1979)，第205–207頁.
29. 1 2 3 4 5 6 7  Tabatabae & (1979)，第207頁.
30. 1 2 3 4 5 6 7  Madelung, Wilferd. . .   [2007-11-08]. （原始内容存档于2015-11-17）.
31. ↑  Tabatabae & (1979)，第208–209頁.
32. 1 2 3 4 5  Halm, H. . .   [2007-11-08]. （原始内容存档于2011-04-29）.
33. 1 2  Tabatabae & (1979)，第209–210頁.
34. ↑  . .   [2007-11-08]. （原始内容存档于2007-10-17）.
35. 1 2 3 4  Tabatabae & (1979)，第210–211頁.
36. ↑  Tabatabae & (1979)，第211–214頁.